# Moritz von Schwind
Pour les articles homonymes, voir Schwind.

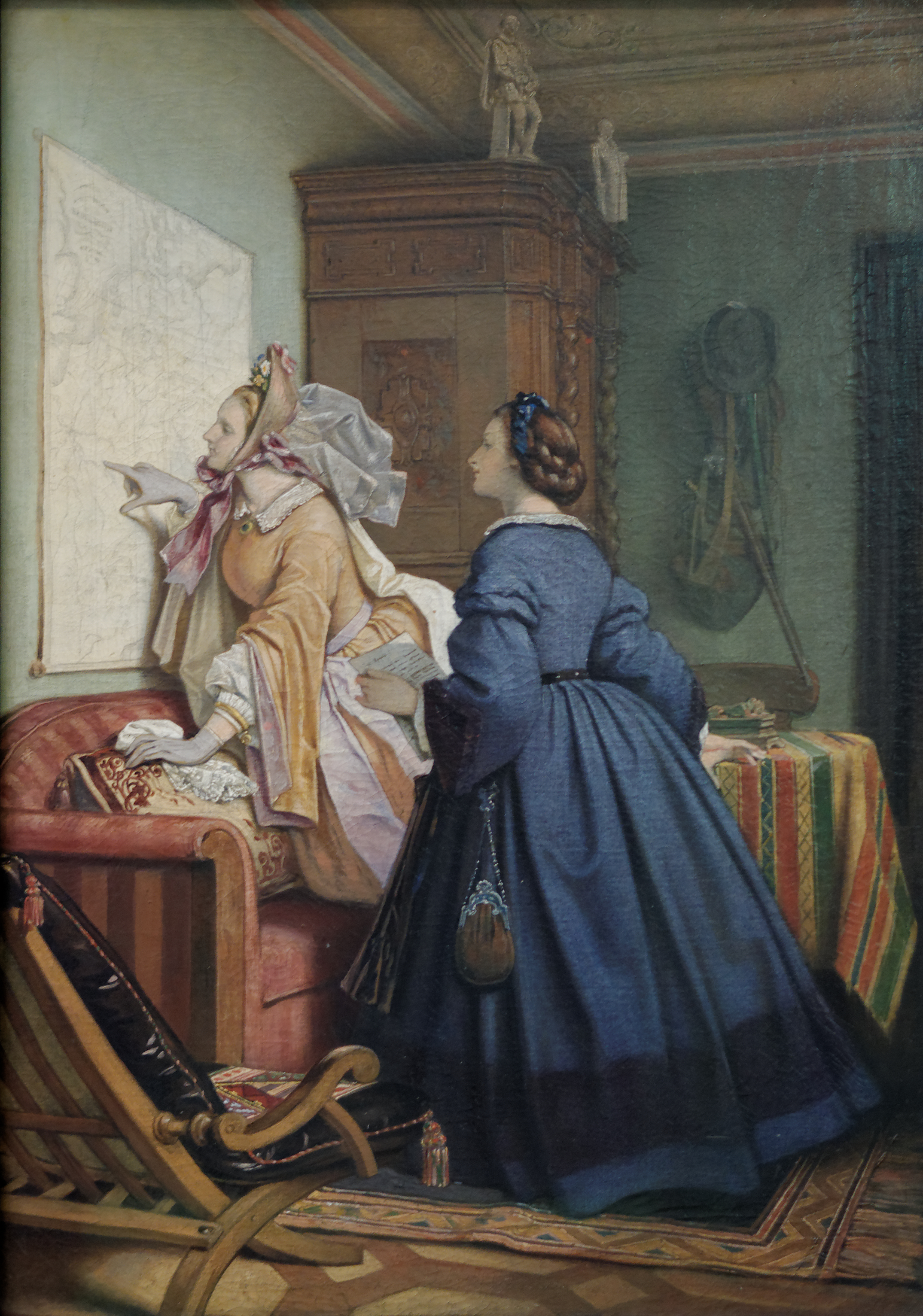
La visite, vers 1855.

Moritz von Schwind, né le 21 janvier 1804 à Vienne et mort le 8 février 1871, est un peintre autrichien.

## Biographie
Moritz von Schwind reçoit une formation rudimentaire et passe une jeunesse heureuse et sans souci à Vienne. Parmi ses amis figure le compositeur Franz Schubert dont il illustrera certaines musiques. En 1828, année de la mort de Schubert, il déménage à Munich, où il se lie d'amitié avec le peintre Schnorr et profite des leçons de Cornelius, alors directeur de l'académie.
En 1834, il est missionné pour décorer le nouveau palais du roi Louis Ier avec des peintures murales illustrant les œuvres du poète Tieck. Il travaille beaucoup sur des almanachs, et sur des illustrations des travaux de Goethe et d'autres écrivains, grâce auxquelles il obtient une reconnaissance considérable et une rémunération en conséquence.
Avec le renouveau de l'art en Allemagne, Schwind reste maître de la sphère de la poésie fantastique. En 1839, on lui confie la décoration de la nouvelle académie Karlsruhe, elle-même une illustration en fresques des idées lancées par Goethe. Il décore une villa à Leipzig sur le thème de Psyché, et justifie encore son surnom de « peintre à poète » avec des illustrations de Chanson des Nibelungen et de Jérusalem libérée du Tasse pour les murs du château de Hohenschwangau en Bavière.
En 1844, il déménage à Francfort, où il crée quelques-unes de ses meilleurs toiles sur chevalet, ainsi que de nombreuses illustrations de livres. En 1847, Schwind retourne à Munich pour devenir professeur à l'académie. Huit ans plus tard, à l'apogée de sa célébrité, il travaille à la décoration des murs du château de Wartbourg sur le thème du « Concours de chanteurs » et sur l'histoire de sainte Élisabeth de Hongrie. Les peintures reçoivent les louanges générales et, lors d'un grand festival musical en leur honneur, Schwind lui-même jouera du violon.
À Munich, il travaille aussi dans des églises, en particulier pour l'autel et les vitraux de la cathédrale Notre-Dame de Munich. Il réalise en 1857 un cycle d'une grande maturité, « Sept Corbeaux », autour d'histoires de fées des frères Grimm. La même année, il voyage en Angleterre pour faire un rapport officiel sur les trésors de l'art de Manchester au roi Louis Ier. La récompense qu'il reçoit en échange est si grande qu'il peut se consacrer aux vitraux et travaille avec son vieil ami Schnorr à la cathédrale de Glasgow.
Vers la fin de sa carrière, sa santé faiblit et ses réalisations s'en ressentent. Il repart visiter Vienne, où il crée un cycle basé sur la légende de Mélusine, ainsi que des illustrations commémoratives de musiciens virtuoses pour décorer le foyer de l'opéra d'État de Vienne. Cornelius commente : « Vous avez traduit la joie de la musique en art pictural ». Le génie de Schwind est lyrique : il s'inspire de la chevalerie, du folklore et des chants populaires. Il décède à Pöcking en Bavière, et est enterré à Munich.

## Galerie

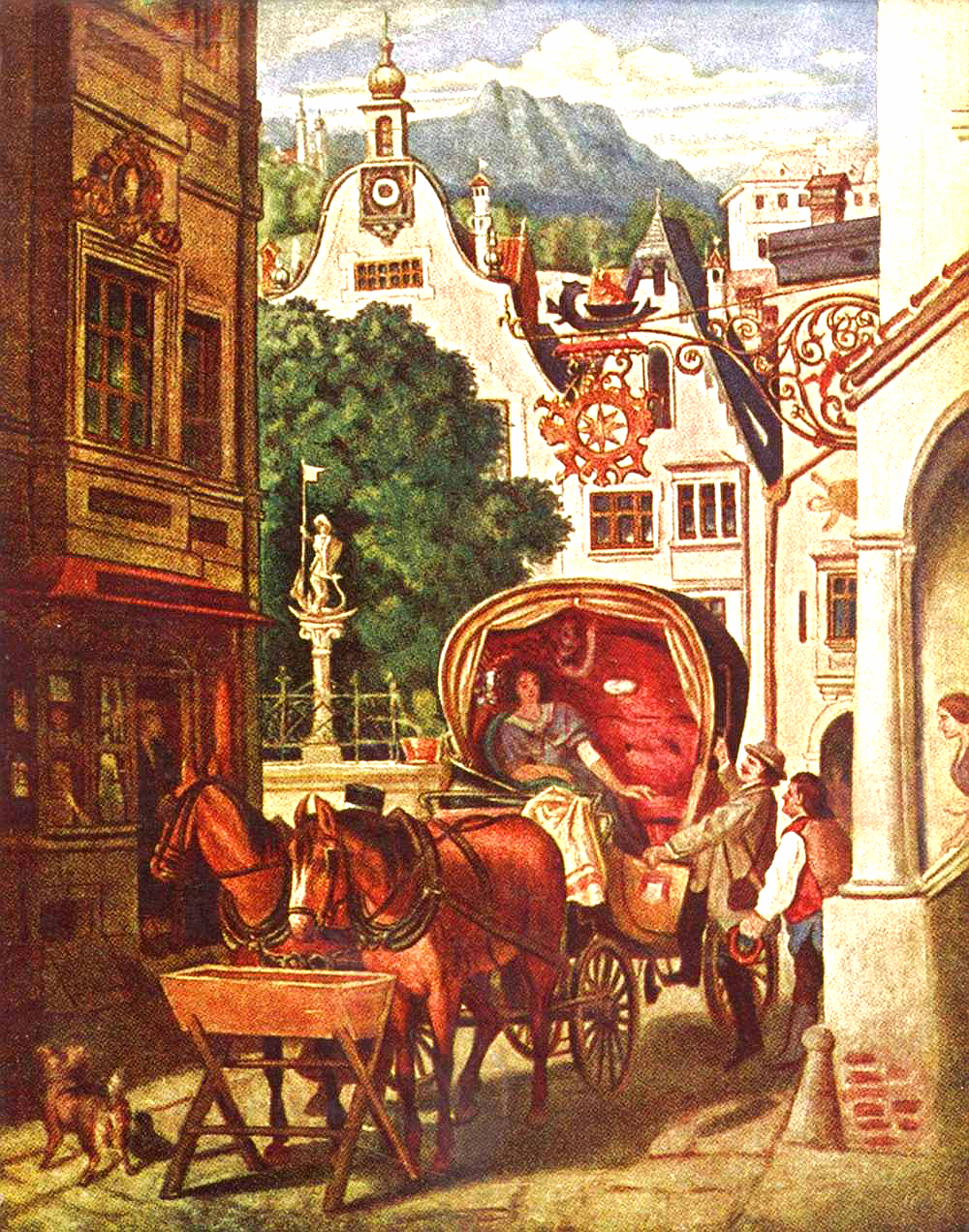
Voyage de noces, 1867
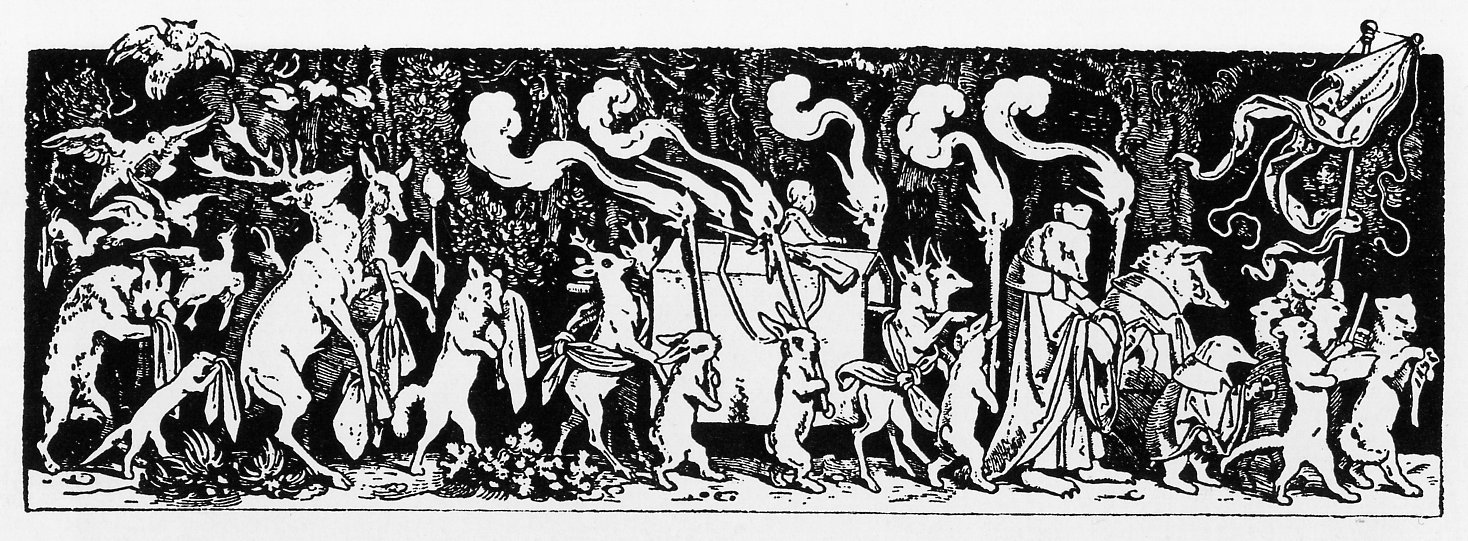
Gravure sur bois Wie die Thiere den Jäger begraben ( « Comment les animaux enterrent le chasseur »), 1850.
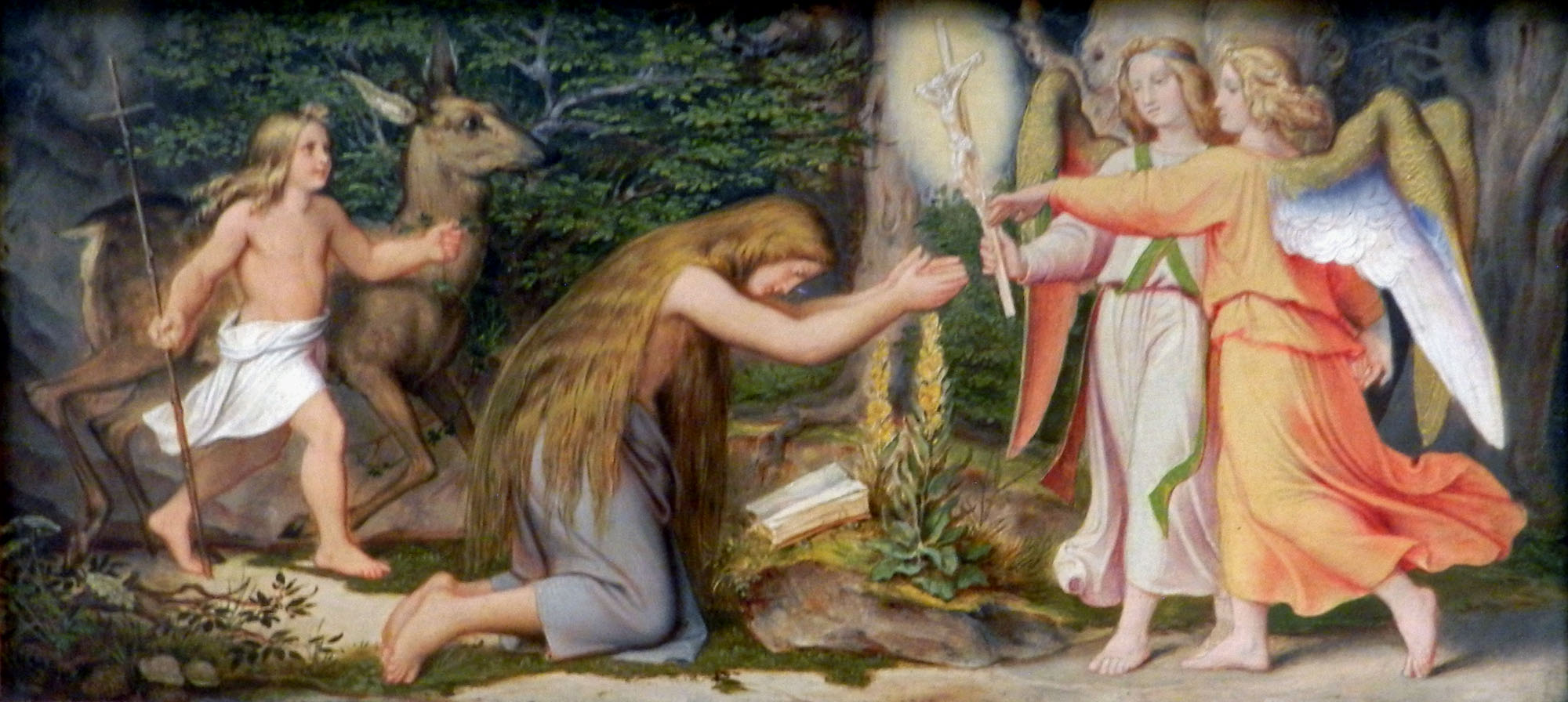
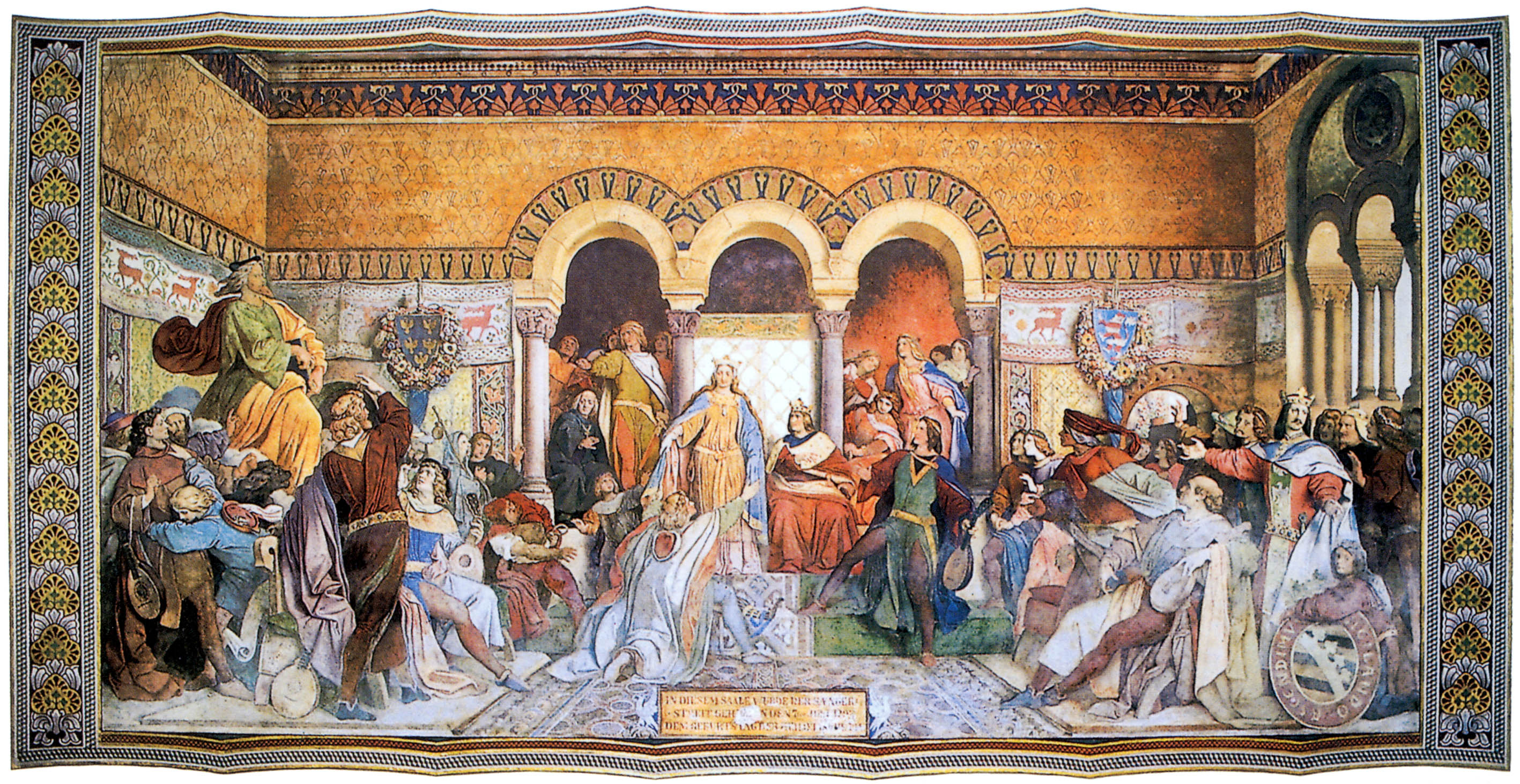
Tournoi des chanteurs de la Wartbourg
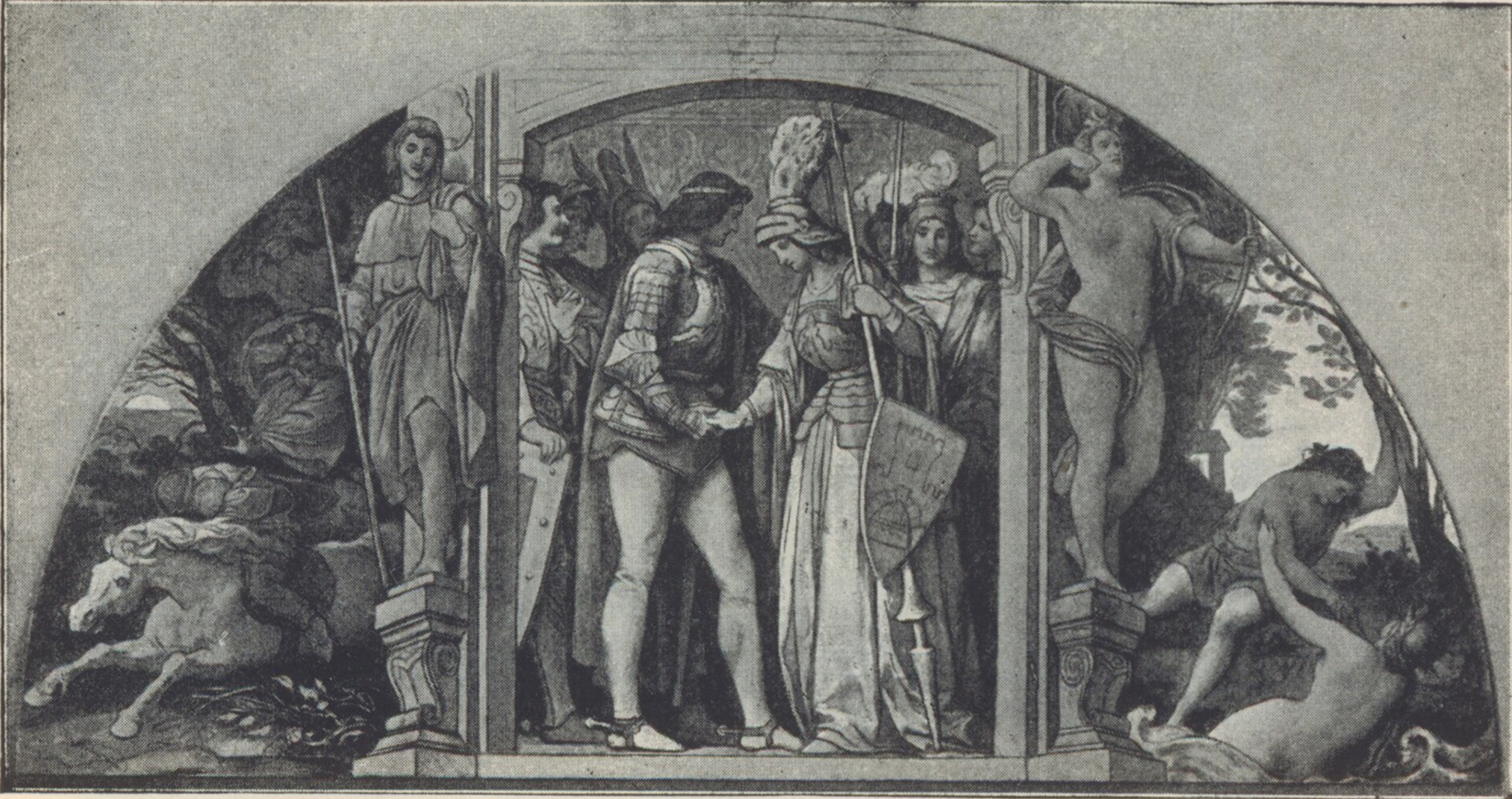
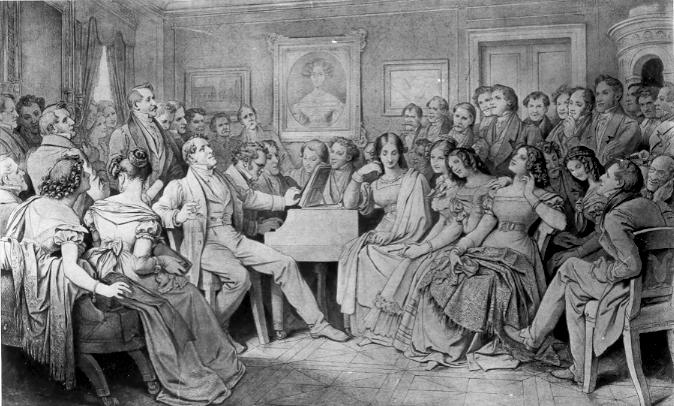